# Ahn Cheol-soo
Dans ce nom, le nom de famille précède le nom personnel.
Ahn Cheol-soo (안철수), né le 26 février 1962 à Miryang, est un professeur d'université, entrepreneur et homme politique sud-coréen.

## Biographie
Il obtient une licence en médecine et un diplôme de docteur en physiologie à l'université nationale de Séoul.
De formation hybride santé - ingénieur, Ahn a fondé AhnLab Inc en 1995, une société informatique rendue populaire par son logiciel anti-virus V3 et qu'il a dirigé jusqu'en 2005, date à laquelle il est devenu président du conseil d'administration.

## Homme politique
Sans qu'il n'appartienne à un parti, Ahn réalise d'excellents résultats dans les sondages pour l'élection du maire de Séoul de 2011 puis pour l'élection présidentielle de 2012. Après avoir envisagé une candidature, il renonce à chaque fois au profit du candidat démocrate pour ne pas diminuer leurs chances de remporter la victoire, une conséquence du scrutin uninominal majoritaire à un tour. Cette stratégie se révèle efficace pour la mairie, mais pas pour la présidence.
Il devient ensuite membre de l'Assemblée nationale lors d'une élection partielle dans l'arrondissement de Nowon-gu à Séoul le 24 avril 2013 en tant que candidat indépendant. À la fin de la même année, il annonce la formation d'un nouveau parti qui reçoit le nom de Parti de la nouvelle politique lors de son congrès de formation du 17 février 2014. Toutefois, il préfère finalement prendre la voie d'une fusion de cette structure avec le grand Parti démocrate pour former l'Alliance de la nouvelle politique pour la démocratie (ANPD) en vue des élections régionales de 2014.
Cependant, à la suite de résultats électoraux mitigés, il décide de fonder réellement un nouveau parti à l'approche des élections législatives de 2016. La création est officialisée le 2 février 2016 sous le nom de Parti du peuple. 16 députés le suivent. Les sondages le créditent alors de 13 à 21 % des voix contre 20 à 27 % pour ses anciens partenaires démocrates.
La campagne pour l'élection présidentielle sud-coréenne de 2022 le voit longtemps figurer en position de troisième homme. Refusant initialement tout rapprochement avec le principal candidat d'opposition Yoon Seok-youl, Ahn Cheol-soo finit par annoncer le 2 mars son retrait en faveur de ce dernier, quelques heures après la fin du dernier débat présidentiel. Le lendemain, les deux hommes font une déclaration conjointe dans laquelle ils font part de leur décision d'unir leurs forces afin de permettre une alternance, ainsi que la fusion après la présidentielle de leurs formations politiques respectives,.
Le retrait du candidat intervient cependant trop tard pour que son nom soit retiré des bulletins de vote. Les votes en sa faveur sont par conséquent comptabilisé en tant que votes invalides, alors même que les votes par procuration pour les citoyens vivants à l'étranger ont déjà eu lieu du 23 au 28 février, provoquant de nombreuses critiques. Ces dernières s'ajoutent à celles reprochant à Ahn Cheol-soo d'avoir rompu sa promesse de mettre en œuvre une Troisième voie dans un pays marqué par un fort bipartisme. Quelques jours à peine avant le retrait de sa candidature, le candidat du Parti du peuple affirmait que ceux votant pour Yoon devait s'attendre à vouloir se couper un doigt moins d'un an après,.